# Usto Kanlandar Chivak

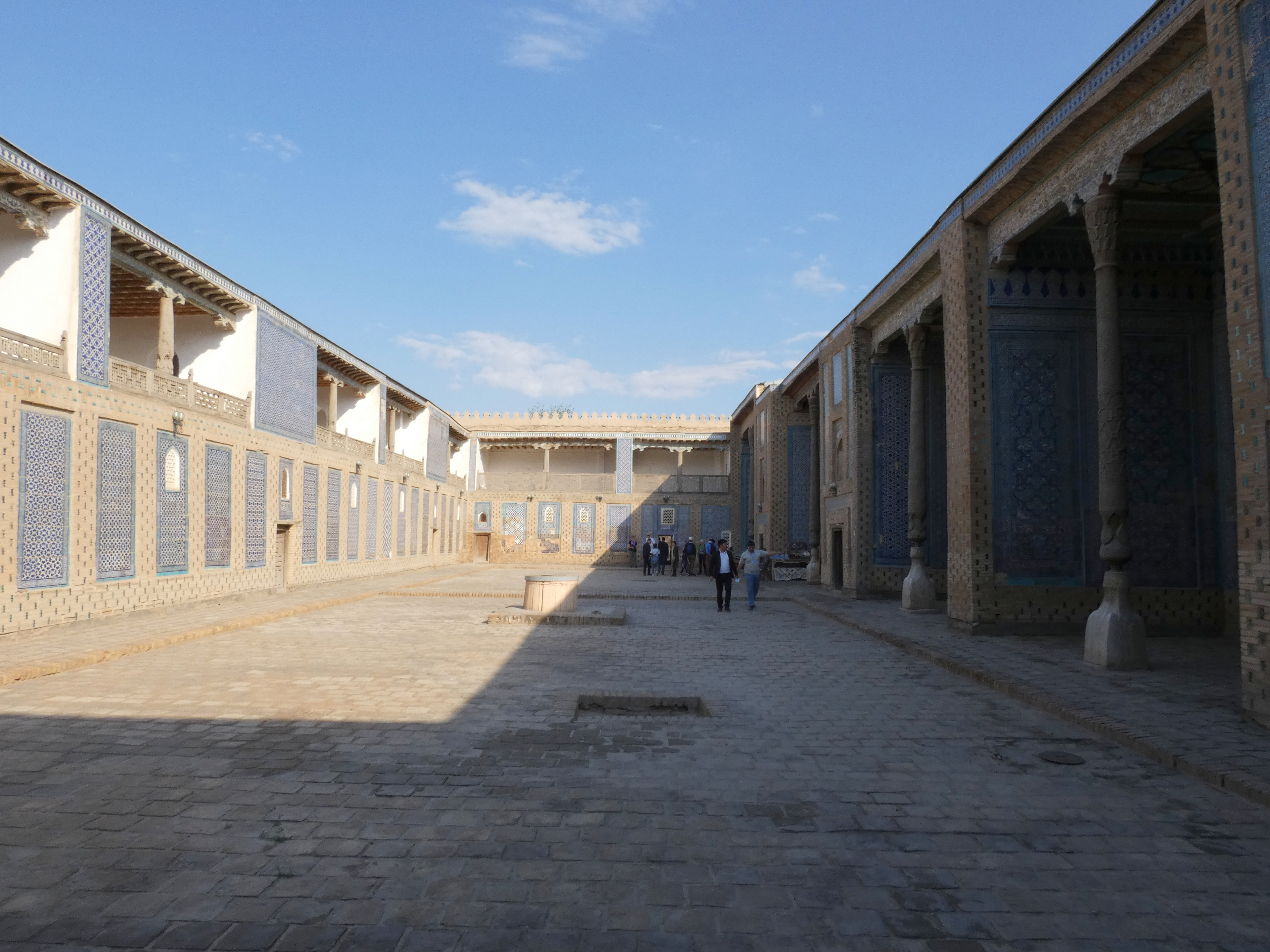
Der Haremshof im Palast Tasch Hauli

Usto Kanlandar Chivak war ein Baumeister im Khanat Chiwa. Er errichtete in der ersten Hälfte des 19. Jahrhunderts im Westen der Altstadt Chiwas Ichan Qalʼа den zum UNESCO-Welterbe gehörenden Palast Tasch Hauli.
Khan Alla Kuli ließ ein neues Stadtzentrum im Osten der Altstadt anlegen und plante in diesem Zusammenhang den Neubau eines Palastes, den Tasch Hauli. Da der Bau zügig abgeschlossen werden sollte, der ursprüngliche Baumeister Usto Tadshi Khan aber den Plan, diesen in zwei Jahren zu errichten, als unmöglich zu realisieren beschied, wurde dieser gepfählt. So wurde der Auftrag an Usto Kanlandar Chivak weitergegeben. Dieser realisierte den Palast schließlich in einer Bauzeit von neun Jahren. Der Palast zeichnet sich nach außen durch seine an eine Festung erinnernde Gestaltung, nach innen durch seine reiche Dekoration aus.